# 伊藤宗一郎
伊藤 宗一郎（いとう そういちろう、1924年〈大正13年〉3月21日 - 2001年〈平成13年〉9月4日）は、日本の政治家。位階は従二位、勲等は勲一等。勲章は旭日桐花大綬章。衆議院議員を13期務め、在任中には科学技術庁長官、防衛庁長官や第69第衆議院議長などを歴任した。宮城県名誉県民。

## 来歴・人物

### 生い立ち
宮城県加美郡中新田町（現加美町）で呉服屋を営む父・宗太郎と、母・ときの長男として生まれた｡少年時代には陸軍歩兵第4連隊の一日連隊長を務める機会があった。宮城県古川中学校（現・宮城県古川高等学校)、旧制第二高等学校文科甲類を経て、1947年に東北大学法学部を卒業。高校在学中に太平洋戦争が勃発、大学在学中には1年間軍務に就いて陸軍少尉に任官されていた。旭化成副社長・蝶理社長の今野栄喜とは宮城県古川高等学校の同級生。

### 記者時代
その後は政治家となることを志して讀賣新聞に入社、政治部記者となった。政治部の上司には、当時同部次長で後に政治評論家となる宮崎吉政がいた。
1956年（昭和31年）、第1回日ソ漁業交渉の報道特派員となり、当時の農林水産大臣・河野一郎に同行して、約1ヶ月間モスクワに滞在した。この間に伊藤は、政治家にならんという決意をあらたにした。

### 衆議院議員へ
1960年（昭和35年）、衆議院議員選挙に旧宮城1区から立候補、自ら「東北のケネディ」と名乗って初当選し、36歳で衆議院議員に就任した。以後、通算13回当選（中選挙区の旧宮城1区11回、小選挙区の宮城4区2回）して38年間の議員生活となったが、落選も1度経験している。自由民主党では、当初河野派に属し、河野の死後には三木派→河本派→高村派に所属した（当選同期に宇野宗佑・海部俊樹・亀岡高夫・仮谷忠男・細田吉蔵・小沢辰男・佐々木義武・田沢吉郎・谷垣専一・久保田円次・田川誠一・渋谷直蔵・藤井勝志など）。
1981年（昭和56年）の防衛庁長官就任時は「男子の本懐」と率直に喜びを表し、自衛隊員の士気を高めるとともに、平和の大切さを国民に訴えることになった。1987年（昭和62年）からの科学技術庁長官時代には、「資源エネルギーのない日本がここまで来れたのも科学技術の力だ。これから科学技術をもって世界に貢献しなければならない。」として、創造的な基礎研究を振興した。
1996年（平成8年）11月には第69代衆議院議長に就任し、2000年（平成12年）6月の衆議院解散まで約3年半に渡って務めた。誠実な人柄と公正さから、年金問題や議員定数是正問題などで与野党の主張が激突した際など、議長だった伊藤が仲裁して与野党双方が歩み寄ることもあった。
2001年4月の春の叙勲で勲一等に叙され、旭日桐花大綬章を受章する。
議員在職中の2001年（平成13年）9月4日、東京都港区の自宅で死去した。死因は心不全とされた。77歳没。死没日付をもって正八位から従二位に叙された。追悼演説は同年10月11日、衆議院本会議で「会津のケネディ」を称していた渡部恒三により行われた。

## エピソード
- 明るさと気さくな人柄から、友人や地元民からは「宗(そう)ちゃん」と呼ばれて親しまれた[2]。晩年、頭髪が薄くなった後には、かつての自称「東北のケネディ」に掛けて、「東北の毛・無(ね)でーになった」とジョークを言って周囲を笑わせていた。
- 同年代の政治家であり第74代内閣総理大臣となった竹下登とは「本籍竹下派」と揶揄されるほどの親友で（伊藤を議長に推薦したのも竹下である[9]）、竹下死去後の日韓議員連盟会長を務めた。
- 宮城県名誉県民。

## 家族
長男に東北福祉大学教授で宮城4区選出の伊藤信太郎衆議院議員がいる。信太郎は後継者になるまでに自由民主党宮城4区支部から世襲批判が出たため、公募で応募して補欠選挙の候補となった。

## 年譜
- 太平洋戦争中 - 陸軍少尉に任官し、正八位に叙せられる
- 1960年11月 - 衆議院議員選挙に立候補し、初当選
- 1971年7月 - 農林政務次官（第3次佐藤改造内閣）に就任
- 1972年12月 - 科学技術政務次官（第2次田中角栄内閣）に就任
- 1976年1月23日 - 衆議院逓信委員長に就任
- 1981年11月30日 - 防衛庁長官（鈴木善幸改造内閣）に就任
- 1987年11月6日 - 科学技術庁長官（竹下登内閣）に就任
- 1996年11月7日 - 第69代衆議院議長に就任（2000年6月2日まで）

## 選挙歴
| 当落                          | 選挙                   | 施行日         | 選挙区      | 政党       | 得票数  | 得票率 | 得票順位 /候補者数 | 比例区 | 比例順位 /候補者数 |
| ----------------------------- | ---------------------- | -------------- | ----------- | ---------- | ------- | ------ | ------------------ | ------ | ------------------ |
| 当                            | 第29回衆議院議員総選挙 | 1960年11月20日 | 宮城県第1区 | 自由民主党 | 59,682  | 13.0   | 4/9                | -      | -                  |
| 落                            | 第30回衆議院議員総選挙 | 1963年11月21日 | 宮城県第1区 | 自由民主党 | 59,118  | 12.4   | 6/8                | -      | -                  |
| 当                            | 第31回衆議院議員総選挙 | 1967年1月29日  | 宮城県第1区 | 自由民主党 | 64,225  | 11.8   | 4/10               | -      | -                  |
| 当                            | 第32回衆議院議員総選挙 | 1969年12月27日 | 宮城県第1区 | 自由民主党 | 88,788  | 15.1   | 2/9                | -      | -                  |
| 当                            | 第33回衆議院議員総選挙 | 1972年12月10日 | 宮城県第1区 | 自由民主党 | 75,821  | 11.4   | 4/9                | -      | -                  |
| 当                            | 第34回衆議院議員総選挙 | 1976年12月5日  | 宮城県第1区 | 自由民主党 | 77,486  | 10.4   | 5/11               | -      | -                  |
| 当                            | 第35回衆議院議員総選挙 | 1979年10月7日  | 宮城県第1区 | 自由民主党 | 88,904  | 12.5   | 3/12               | -      | -                  |
| 当                            | 第36回衆議院議員総選挙 | 1980年6月22日  | 宮城県第1区 | 自由民主党 | 113,793 | 15.2   | 3/10               | -      | -                  |
| 当                            | 第37回衆議院議員総選挙 | 1983年12月18日 | 宮城県第1区 | 自由民主党 | 102,785 | 14.1   | 4/7                | -      | -                  |
| 当                            | 第38回衆議院議員総選挙 | 1986年7月6日   | 宮城県第1区 | 自由民主党 | 120,217 | 15.7   | 3/8                | -      | -                  |
| 当                            | 第39回衆議院議員総選挙 | 1990年2月18日  | 宮城県第1区 | 自由民主党 | 111,666 | 12.7   | 5/8                | -      | -                  |
| 当                            | 第40回衆議院議員総選挙 | 1993年7月18日  | 宮城県第1区 | 自由民主党 | 104,625 | 13.0   | 5/8                | -      | -                  |
| 当                            | 第41回衆議院議員総選挙 | 1996年10月20日 | 宮城県第4区 | 自由民主党 | 75,196  | 44.7   | 1/4                | -      | -                  |
| 当                            | 第42回衆議院議員総選挙 | 2000年6月25日  | 宮城県第4区 | 自由民主党 | 104,711 | 57.5   | 1/3                | -      | -                  |
| 当選回数13回 （衆議院議員13） |                        |                |             |            |         |        |                    |        |                    |